# Лисбоа, Адриана
Адриана Лисбоа (порт.  Adriana Lisboa, 25 апреля 1970, Рио-де-Жанейро) – бразильская писательница, переводчик английской и американской литературы.

## Биография
Адриана Лисбоа родилась в 1970 году. Получила степень магистра бразильской литературы и докторскую степень по сравнительной литературе в Государственном университете Рио-де-Жанейро (UERJ). Жила во Франции и Японии, с 2006 делит жизнь между Бразилией и США (Боулдер).

## Творчество
Автор романов и новелл, ряда книг для детей и юношества. Переводила произведения Стивенсона, Мэри Шелли, Кормака Маккарти, Джонатана Сафрана Фоера и др.

## Книги

### Романы
- 1999:  Os fios da memória
- 2001:  Симфония в белых тонах/ Sinfonia em branco  (премия Жозе Сарамаго)
- 2003:  Поцелуй Коломбины/ Um beijo de colombina
- 2007:  Ракусиса/ Rakushisha
- 2010:  Цвета вороньего крыла/ Azul-corvo

### Повести
- 2007: O coração às vezes para de bater (экранизирована в 2009, )

### Новеллы
- 2004: Caligrafias

## Признание
Произведения Адрианы Лисбоа переведены на английский, французский, испанский, шведский языки. Она – номинант и лауреат многих национальных и зарубежных премий. В 2007, в рамках Международной книжной ярмарки в Боготе, её имя было включено в список 39 наиболее многообещающих писателей Латинской Америки в возрасте до 39 лет (см.: ).